# Limestone (Maine)
Pour les articles homonymes, voir Limestone.
Limestone est une ville des États-Unis située dans le Comté d'Aroostook dans l’État du Maine. Au recensement de 2010, sa population était de 2 314 hab.

## Source
- (en) Cet article est partiellement ou en totalité issu de l’article de Wikipédia en anglais intitulé « Limestone, Maine » (voir la liste des auteurs).